# Вицек, Мирослав
Мирослав Вицек (чеш. Miroslav Wiecek; 4 октября 1931, Муглинов, Острава — 12 июля 1997, Острава) — чехословацкий футболист, нападающий. Выступал за сборную Чехословакии. Лучший бомбардир чемпионата Чехословакии (1952, 1956, 1958, 1959).

## Биография
Родился в местечке Муглинов близ Остравы в шахтёрской семье. Начал играть в футбол в 11 лет в клубе «Слезска Острава», который позднее получит название «Баник».
На взрослом уровне за оставскую команду дебютировал в 1947 году. В составе команды четыре раза становился лучшим бомбардиром чемпионата Чехословакии в 1952, 1956, 1958 и 1959 годах. Вицек — автор 174 голов в чехословацкой лиге, что позволяет ему входить в десятку лучших бомбардиров в истории чехословацкого первенства. Всего за команду играл на протяжении 18 сезонов, проведя в её составе 325 матчей. Его партнёрами в нападении являлись такие футболисты как Томаш Поспихал и Иржи Кржижак.
За сборную Чехословакии Вицек провёл один матч — против Венгрии, который состоялся 4 октября 1953 года. Также в его активе есть пять матчей за вторую сборную страны.
В составе «Баника» стал автором гола в ворота молодёжной сборной СССР в 1958 году. Участник первого розыгрыша Кубка Интертото 1961/62, а также четырёх розыгрышей Кубка Митропы (1959, 1960, 1962, 1963). Защищал цвета клуба на южноамериканском турне чехословацкой команды в феврале-марте 1964 года. Покинул «Баник» в 1965 году по решению руководителей клуба и стал выступать во втором дивизионе за другую островскую команду — ВЖКГ. Завершил карьеру игрока в «Татре» из Копршивнице, где начал тренерскую деятельность.
В качестве тренера работал с дублирующим составом «Баника» (1970—1976), НХКГ Острава (1973—1975), ТЖ Тршинец (1975—1976) и ВОКД Поруба (1976—1982). С 1982 по 1986 год являлся тренером в сборной Северного Йемена.
Скончался 12 июля 1997 года в Остраве.

## Достижения
- Серебряный призёр чемпионата Чехословакии: 1954
- Бронзовый призёр чемпионата Чехословакии: 1962/63
- Лучший бомбардир чемпионата Чехословакии: 1952, 1956, 1958, 1959